# Тілльміч
Тілльміч (нім. Tillmitsch) —  громада в окрузі Лайбніц австрійської федеральної землі Штирія.
Тілльміч вперше згадується в документах близько 1220 року як «Тубназ». На цегельному заводі знайдено сліди виплавки заліза часів 1 тисячоліття до н.е.
На півночі, на кордоні з Лангом, розташовані Залізні ворота, початок укріплень приблизно 11 м завширшки й приблизно 2 м завглибшки, що датуються  приблизно  750–800 роками.
Місцева громада як автономний орган була створена в 1850 році. Після анексії Австрії в 1938 році громада увійшла до складу Рейхсгау Штирії, а з 1945 по 1955 рік була частиною британської окупаційної зони в Австрії.